# Metropolitano de Sófia
O Metro de Sófia (em búlgaro:  Софийски метрополитен) é a rede de metrô que atende a cidade de Sófia, capital da Bulgária, tendo iniciado suas operações em 28 de janeiro de 1998. Em agosto de 2020, consistia de quatro linhas interconectadas, servindo 47 estações, com um comprimento total de rota de 52,0 kilometres (32,3 mi), e transportando uma média de 350.000 passageiros diariamente. Liga os distritos densamente povoados de Lyulin – Mladost (Linha M1 – Vermelha) e Nadezhda – Lozenets (Linha M2 – Azul), e serve ao Aeroporto Internacional de Sófia. É, até o momento, o primeira e único sistema de metrô do país.

## História
Apesar de planejada desde a década de 1960, a construção do metrô de Sófia só teve início na década de 1980 com a demolição de um número significativo de prédios. No início dos anos 90, a construção parou por falta de fundos. Outro fator que contribuiu para essa interrupção foi a profundidade com que as obras de construção tiveram que ser realizadas: sendo uma das cidades mais antigas da Europa, Sófia contém muitas camadas históricas sob suas áreas centrais. A evidência da antiguidade pode ser vista claramente na Estação Serdika, que exibe uma riqueza de ruínas trácias e romanas desenterradas e arquitetura moderna. Durante a construção do enorme complexo do Palácio Nacional da Cultura, foram construídas duas estações que integravam a então futura Linha M2 - Azul e os seus túneis de ligação.
A construção do sistema começou a partir da rota que registra os maiores volumes de tráfego de passageiros, que pode facilmente chegar a 38 mil em horário de pico.
O primeiro trecho foi concluído a 28 de janeiro de 1998, com cinco estações e um comprimento de 6,5 km, desde a estação de Slivnitsa até à de Konstantin Velichkov. A estação de Opalchenska foi inaugurada em 17 de setembro de 1999 e a de Serdika a 31 de outubro de 2000, estabelecendo o comprimento total de 8,1 km. Em abril de 2003, a rede foi estendida até à estação de Obelya, adicionando mais 1,8 km de linha à rede.
Em 8 de maio de 2009 foi inaugurada a extensão da linha para sudeste, até Mladost 1. Em 25 de abril de 2012 foram inauguradas duas estações para o Centro Internacional de Exposições, parte do ramo setentrional da primeira linha: еstações Mladost 3 е Inter Expo Center – Tsarigradsko shose (estação terminal da linha).

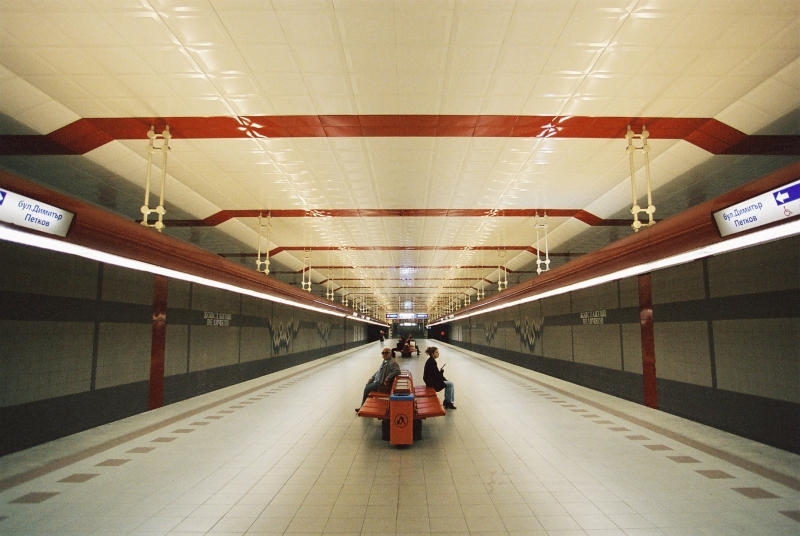
Estação Konstantin Velichkov, na linha M1 (Vermelha)

## Linhas
Devido ao aumento da população, há um grande número de passageiros que se dirigem para o centro de Sófia durante as manhãs dos dias úteis e, em sentido oposto, para longe do centro à noite. A necessidade de um transporte público eficiente na direção dos maiores fluxos de passageiros, juntamente aos problemas ambientais da cidade, precipitaram o início da construção da rede de metrô local. Na sequência da ratificação de um relatório técnico e econômico sobre o metrô pelo Conselho de Ministros da Bulgária, e do Plano Geral da Cidade posteriormente aprovado, o esquema geral para o desenvolvimento das linhas deveria consistir em três bitolas com extensões na periferia, com um tamanho total de 62 km, 63 estações e capacidade para transportar 1,1 milhão de passageiros diários em sua fase final de implementação.
| Linha  | Ícone  | Abertura | Comprimento atual (km [mi]) | Estações atuais | Comprimento planejado (km [mi]) | Estações planejadas |
| ------ | ------ | -------- | --------------------------- | --------------- | ------------------------------- | ------------------- |
| M1     |        | 1998     | 14,8 Km                     | 16              | 17,7 Km                         | 19                  |
| M2     |        | 2012     | 11,4 Km                     | 13              | 18 Km                           | 18                  |
| M3     |        | 2020     | 11,8 Km                     | 12              | 17,8 Km                         | 18                  |
| M4     |        | 2015     | 26,1 Km                     | 20              | 26,1 Km                         | 20                  |
| Total: | Total: | Total:   | 52 Km                       | 47              | 79,6 Km                         | 75                  |

### Linha M1 (Vermelha)
A primeira seção de 6.5 Km da linha M1, composta por cinco estações que ligam Slivnitsa Boulevard até Lyulin e K. Velichkov Boulevard, foi inaugurada em 28 de janeiro de 1998. A Estação Opalchenska entrou em serviço em 17 de setembro de 1999 e Serdika, situada na Praça St Nedelya, em 31 de outubro de 2000, estendendo o comprimento total do sistema para 8,1 Km. A seção operacional da linha foi estendida com uma seção de 1,8 Km de comprimento, atingindo o conjunto habitacional de Obelya em abril de 2003.
A extensão da linha M1 continuou em 2005, com o início da construção de 4,8 Km de túneis e três estações que ligam a Praça St Nedelya e o Interpred World Trade Center, em Izgrev (Estação Joliot-Curie). O ano de 2006 viu o início da construção de outra seção da mesma linha (composta por 3,2 Km de túneis e três estações) ligando Izgreve ao Conjunto Habitacional Mladost I. A conclusão das três primeiras estações estava prevista para o outono de 2007, mas devido a vários atrasos foi o segundo trecho (Estádio Vasil Levski – Mladost 1) a entrar em serviço a 8 de Maio de 2009, operando por um breve período de tempo separadamente da porção noroeste da linha. A seção restante entre a Estação Serdika e o estádio finalmente entrou em serviço em 7 de setembro de 2009, estabelecendo uma ligação ininterrupta entre as estações Obelya e Mladost 1.
A construção do trecho de Mladost I à Estação Business Park Sofia (2,62 Km, três estações) começou em 25 de abril de 2013, com conclusão em 8 de maio de 2015, a um custo de 85 milhões de Levs (€43,8 mi), e servindo a maior parte da segunda área mais densamente povoada de Sófia.
| Estação                                                               | Imagem | Em serviço desde       | Saídas | Intermodalidade                                                 | Localização                                                                                             |
| --------------------------------------------------------------------- | ------ | ---------------------- | ------ | --------------------------------------------------------------- | --- |
| Slivnitsa (Сливница)                                                  |        | 28 de Janeiro de 1998  | 4      | Primeira estação do trecho, partilhada com a Linha M4 (Amarela) | Cruzamento de Slivnitsa Blvd e Pancho Vladigerov Blvd                                                   |
| Lyulin (Люлин)                                                        |        | 28 de Janeiro de 1998  | 4      |                                                                 | Em Tsaritsa Yoanna Blvd, Lyulin                                                                         |
| Zapaden Park (Западен парк)                                           |        | 28 de Janeiro de 1998  | 8      |                                                                 | Cruzamento de Tsaritsa Yoanna Blvd e Dr. Petar Dertliev Blvd                                            |
| Vardar (Вардар)                                                       |        | 28 de Janeiro de 1998  | 6      |                                                                 | Cruzamento de Tsaritsa Yoanna Blvd e Vardar Blvd                                                        |
| Konstantin Velichkov (Константин Величков)                            |        | 28 de Janeiro de 1998  | 3      |                                                                 | Cruzamento de Todor Aleksandrov Blvd e Konstantin Velichkov Blvd                                        |
| Opalchenska (Опълченска)                                              |        | 17 de Setembro de 1999 | 6      |                                                                 | Cruzamento de Todor Aleksandrov Blvd e Opalchenska St                                                   |
| Serdika (Сердика)                                                     |        | 31 de Outubro de 2000  | 12     |                                                                 | Cruzamento de Todor Aleksandrov Blvd e Knyaginya Maria Luisa Blvd                                       |
| Sofia University - Sveti Kliment Ohridski (СУ „Св. Климент Охридски“) |        | 7 de Setembro de 2009  | 13     |                                                                 | Tsar Osvoboditel Blvd, em frente a Universidade de Sófia                                                |
| Estádio Vasil Levski (Стадион „Васил Левски“)                         |        | 8 de Maio de 2009      | 2      |                                                                 | Na ponta nordeste do Parque Borisova gradina, próximo ao Estádio Vasil Levski                           |
| Joliot-Curie (Фр. Жолио Кюри)                                         |        | 8 de Maio de 2009      | 2      | Estação de ônibus Yug                                           | Em Dragan Tsankov Blvd, Iztok                                                                           |
| G.M.Dimitrov (Г. М. Димитров)                                         |        | 8 de Maio de 2009      | 4      |                                                                 | Cruzamento de G.M. Dimitrov Blvd e Dragan Tsankov Blvd                                                  |
| Musagenitsa (Мусагеница)                                              |        | 8 de Maio de 2009      | 1      |                                                                 | No extremo oeste da ponte Prof. Marko Semov Blvd                                                        |
| Mladost I (Младост I)                                                 |        | 8 de Maio de 2009      | 5      | última estação do trecho, partilhada com a M4                   | Cruzamento de Jerusalem St e Andrey Sakharov Blvd                                                       |
| Aleksandar Malinov (Александър Малинов)                               |        | 8 de Maio de 2015      | 6      |                                                                 | Cruzamento de Aleksandrov Malinov Blvd e Andrey Lyapchev Blvd, Mladost 2 e Mladost 3                    |
| Akademik Aleksandar Teodorov-Balan (Акад. Александър Теодоров-Балан)  |        | 8 de Maio de 2015      | 6      |                                                                 | Cruzamento de Aleksandrov Malinov Blvd e Akademik Aleksandar Teodorov-Balan Blvd, Mladost 2 e Mladost 3 |
| Business Park (Бизнес Парк)                                           |        | 8 de Maio de 2015      | 4      | Instalaçoes de parque e passeio                                 | em Aleksandar Malinov Blvd, adjacente ao Business Park Sofia, Mladost 4                                 |
| Sofia Park (София парк)                                               |        | proposta               |        |                                                                 | próximo a Sofia Park (ж.к. "София парк") e Sofia Ring Road                                              |
| Malinova Dolina (Малинова долина)                                     |        | proposta               |        |                                                                 | Próximo ao Sofia Ring Mall e Sofia Ring Road                                                            |

### Linhas M2 e M4 (Azul/Amarela)
A segunda e quarta linhas do Metrô de Sofia ligam os distritos de Obelya, Nadezhda, o centro da cidade e Lozenets, ao sul. Metade do custo de construção foi coberto pela União Europeia, com a parte restante financiada pelos orçamentos federal e municipal. A construção da seção de 6,4 Km entre a conexão de Nadezhda e o distrito de Lozenets, via Estação Ferroviária Central de Sófia e o Palácio Nacional da Cultura, teve início em 14 de dezembro de 2008. O trabalho na seção entre o distrito residencial de Obelya e Nadezhda começou em fevereiro de 2010. Ambos os trechos entraram em serviço em 31 de agosto de 2012.
As estações NDK e União Europeia e seus túneis de conexão foram parcialmente concluídos durante a construção do Palácio Nacional da Cultura e a remodelação da área circundante, no final dos anos 70 e início dos 80.
A construção das estações Mladost 3 e Inter Expo Center – Tsarigradsko chaussée iniciou-se em 15 de Fevereiro de 2009, sendo completada em 25 de Abril de 2012. A nova extensão para o Aeroporto Internacional de Sófia, compreendendo duas estações subterrâneas e outras duas de superfície, com um comprimento de 4.968 Km, começou em 2013, e foi terminada em 2 de Abril de 2015, ao custo de 136,7 milhões de Levs (€69,9 mi). Este ramal foi brevemente operado como um ramal da linha M1, mas logo foi transferido para a M2, deslocando o terminal dessa linha de Obelya para a Estação Aeroporto.
Em 20 de julho de 2016, a linha foi estendida para o sul em 1,3 Km e uma estação (Vitosha), localizada no distrito de Hladilnika. A construção levou dois anos.
Está prevista a construção do futuro ramal para Iliyantsi, a partir do entroncamento existente localizado entre as estações Princesa Maria Luiza e Han Kubrat.

#### Dividindo a linha para M2 e M4
Em 26 de agosto de 2020, a segunda linha foi dividida em duas partes: a linha M2 (Azul), que vai da Estação Vitosha à de Obelya, e a linha M4 (Amarela), que vai de Obelya até a Estação Aeroporto, que serve ao Aeroporto Internacional de Sófia. Os trens continuam a percorrer o comprimento de ambas as linhas mas, em mapas e outras sinalizações do Metrô, a M4 está sendo gradualmente introduzida. A separação está em preparação para a futura construção da Estação Moderno predgradie, que deve separar fisicamente as linhas e permitir que elas tenham horários independentes.

#### Linha M2
| Estação                                           | Imagem | Em serviço desde     | Saídas | Intermodalidade | Localização                                                                                |
| ------------------------------------------------- | ------ | -------------------- | ------ | --- | ------------------------------------------------------------------------------------------ |
| Obelya (Обеля)                                    |        | 20 de Abril de 2003  | 2      | os trens que chegam de Vitosha continuam como trens da linha M4 para o Aeroporto Internacional de Sofia. Os que chegam como da M4, vindos da Estação Aeroporto, continuam como trens da linha M2 para Vitosha | Na Estação Obelya, sobre o rio Kakach                                                      |
| Lomsko shose (Ломско шосе)                        |        | 31 de Agosto de 2012 | 4      | | Em Lomsko shose Blvd, Vrabnitsa                                                            |
| Beli Dunav (Бели Дунав)                           |        | 31 de Agosto de 2012 | 4      | Instações de parque e passeio | Lomsko shose Blvd e Beli Dunav St, entre Nadezhda e Vrabnitsa                              |
| Nadezhda (Надежда)                                |        | 31 de Agosto de 2012 | 2      | | Lomsko shose Blvd, entre Nadezhda I and Nadezhda II                                        |
| Han Kubrat (Хан Кубрат)                           |        | 31 de Agosto de 2012 | 4      | | Lomsko shose Blvd, ao norte do viaduto Nadezhda, em Triagalnika                            |
| Princesa Maria Luiza (Княгиня Мария Луиза)        |        | 31 de Agosto de 2012 | 4      | | Em Knyaginya Maria Luisa Blvd, ao sul do viaduto Nadezhda, em Banishora                    |
| Estação Ferroviária Central (Централна ж.п. гара) |        | 31 de Agosto de 2012 | 15     | Serviços ferroviários da Bulgarian State Railways (BDZ), ônibus intermunicipais e internacionais | Knyaginya Maria Luisa Blvd, em frente à Estação Ferroviária e a Estação Rodoviária Central |
| Lavov most (Лъвов мост)                           |        | 31 de Agosto de 2012 | 4      | | Knyaginya Maria Luisa Blvd, ao norte de Lavov Most                                         |
| Serdika II (Сердика II)                           |        | 31 de Agosto de 2012 | 12     | | Knyaginya Maria Luisa Blvd, em frente ao Mercado Central                                   |
| NDK (Национален дворец на културата)              |        | 31 de Agosto de 2012 | 11     | | No extremo norte do parque do Palácio Nacional da Cultura                                  |
| União Europeia (Европейски съюз)                  |        | 31 de Agosto de 2012 | 6      | | Cherni vrah Blvd, próximo ao Museu Nacional da Terra e do Homem e do Park Center           |
| James Bourchier (Джеймс Баучер)                   |        | 31 de Agosto de 2012 | 4      | | James Bourchier Blvd, Lozenets                                                             |
| Vitosha (Витоша)                                  |        | 20 de Julho de 2016  | 6      | | Cherni vrah Blvd, próximo ao Paradise Center, Hladilnika                                   |
| Cherni vrah (Черни връх)                          |        | planejada            |        | | Cherni vrah Blvd, Krastova vada                                                            |
| Dragalevtsi (Драгалевци)                          |        | planejada            |        | | Cruzamento de Sofia Ring Road com Cherni vrah Blvd                                         |

#### Linha M4
| Estação                                                                        | Imagem | Em serviço desde    | Saídas | Intermodalidade | Localização                                                                        |
| ------------------------------------------------------------------------------ | ------ | ------------------- | ------ | --- | ---------------------------------------------------------------------------------- |
| Obelya (Обеля)                                                                 |        | 20 de Abril de 2003 | 2      | os trens que chegam de Vitosha continuam como trens da linha M4 para o Aeroporto Internacional de Sofia. Os que chegam como da M4, vindos da Estação Aeroporto, continuam como trens da linha M2 para Vitosha |                                                                                    |
| Obelya – seção Mladost I compartilhada com a linha M1                          |        |                     |        | Ver a Linha M1 |                                                                                    |
| Mladost 3 (Младост III)                                                        |        | 25 de Abril de 2012 | 4      | | Mladost 3                                                                          |
| Inter Expo Center – Tsarigradsko shose (Интер Експо Център – Цариградско шосе) |        | 25 de Abril de 2012 | 4      | | Tsarigradsko shose, próximo ao Inter Expo Center, com tunel de saída em Druzhba II |
| Druzhba (Дружба)                                                               |        | 2 de Abril de 2015  | 7      | | Entre Prof. Tsvetan Lazarov Blvd e Kapitan Dimitar Spisarevski St                  |
| Iskarsko shose (Искърско шосе)                                                 |        | 2 de Abril de 2015  | 6      | Serviços ferroviários da Bulgarian State Railways (BDZ) em Iskarso shose | No cruzamento de Iskarsko shose Blvd e Krastyo Pastuhov Blvd                       |
| Sofiyska Sveta Gora (Софийска Света гора)                                      |        | 2 de Abril de 2015  | 2      | | Na Zona Industrial de Iskar                                                        |
| Aeroporto (Летище София)                                                       |        | 2 de Abril de 2015  | 1      | Aeroporto Internacional de Sófia, Terminal 2 | Portão de embarque do Terminal 2                                                   |

#### Linha M5 - ramal de Iliyantsi (planejada)
| Estação             | Em serviço desde | Notas                                          |
| ------------------- | ---------------- | ---------------------------------------------- |
| Tolstoy (Толстой)   | planejada        | atenderá ao conjunto habitacional Tolstoy      |
| Svoboda (Свобода)   | planejada        | atenderá o conjunto habitacional Svoboda       |
| Rozhen (Рожен)      | planejada        | atenderá a área próxima ao Iliyantsi Mall      |
| Iliyantsi (Илиянци) | planejada        | atenderá ao conjunto habitacional de Iliyantsi |

##### Linha M5 - ramal de Studentski grad (planejada)
O ramal de Studentski grad é um ramo recentemente planejado, começando em Cherni vrah Blvd, passando pelo distrito de Vitosha, chegando a Studentski grad, distrito onde estão localizados os campi da maioria das universidades em Sófia, e perto do complexo Zimen dvorets. A rota exata ainda não está definida, bem como as datas do projeto.

### Linha M3 (Verde)
A linha M3, de 16 Km, está planejada para conectar os distritos de Ovcha Kupel (no sudoeste de Sófia) e de Vasil Levski (no nordeste da cidade), com 16 estações no total, incluindo duas estações de transferência no centro da cidade, com ambas as linhas já operacionais. As primeiras 8 estações da linha entraram em serviço em 26 de agosto de 2020, e as outras 4 em 24 de abril de 2021.
Haverá 8 estações de superfície e 11 subterrâneas. O contrato de concepção do projeto foi adjudicado à empresa checa Metroprojekt Praha
Em março de 2014, foi anunciada a abertura de concorrência para a construção do trecho central da linha, com 7 Km de extensão e incluindo 7 novas estações, duas das quais transferem para as linhas 1 e 2. A construção deve ser concluída em 45 meses. Com o anúncio, ficou claro que os planos iniciais para 19 estações foram parcialmente alterados e 2 delas (uma na Doyran Av. e outra na Shipka St.) não devem ser construídas. O túnel do trecho central será escavado por tuneladora, ficando a construção das estações a cargo de outras empresas. Em janeiro de 2015, foi anunciada outra concorrência, para 20 trens que servirão o trecho central da linha, com operação sem maquinista, Grau de Automação 3 (GoA 3), e as portas de tela da plataforma garantindo a segurança dos passageiros. Ao contrário das Linhas 1 e 2, onde os trens coletam energia elétrica através de um terceiro trilho, os da Linha 3 serão equipados com pantógrafos. CAF e Siemens fizeram propostas no concurso para os novos trens, com a Siemens saindo-se vencedora.
No início de 2016, começou a construção da terceira linha do Metrô de Sofia, usando a tecnologia do metrô subterrâneo clássico com suporte de alta potência. Todas as estações na seção central, além de algumas no oeste e leste do centro de Sofia, estão em construção. A linha terá um total de 23 estações, sendo: 16 estações para a linha principal e 7 estações para o ramal oriental.

#### Linha principal (M3)
| Estação                                               | Imagem | Em serviço desde     | Saídas | Intermodalidade | Localização                                                                             |
| ----------------------------------------------------- | ------ | -------------------- | ------ | --- | --------------------------------------------------------------------------------------- |
| Vladimir Vazov (Владимир Вазов)                       |        | em construção        |        | | Atenderá ao conjunto habitacional Vasil Levski                                          |
| Trácia (Тракия)                                       |        | em construção        |        | | Atenderá ao conjunto habitacional Suhata Reka                                           |
| Estádio Georgi Asparuhov (Стадион „Георги Аспарухов”) |        | em construção        |        | | Atenderá ao conjunto habitacional Stefan Karadzha, próximo ao Estádio Georgi Asparuhov  |
| Hadzhi Dimitar (Хаджи Димитър)                        |        | 26 de Agosto de 2020 | 2      | Estação rodoviária de Poduyane                                                                                            | No cruzamento de Gen. Vladimir Vazov Blvd e Todorini kukli St, Hadzhi Dimitar           |
| Teatralna (Театрална)                                 |        | 26 de Agosto de 2020 | 2      | próximo à estação ferroviária de Poduyane                                                                                 | No cruzamento de Evlogi i Hristo Georgievi Blvd e Madrid Blvd, próximo ao Parque Zaimov |
| Orlov Most (Орлов мост)                               |        | 26 de Agosto de 2020 | 13     | | Parque Knyazheska gradina. Está conectada com a Estação SU St. Kliment Ohridski         |
| St. Patriarca Eutímio (Св. Патриарх Евтимий)          |        | 26 de Agosto de 2020 | 3      | | Praça Patriarca Eutímio                                                                 |
| NDK II (Национален дворец на културата II)            |        | 26 de Agosto de 2020 | 11     | | No cruzamento da Patriarca Eutímio Blvd e Vitosha Blvd                                  |
| Universidade Médica (Медицински университет)          |        | 26 de Agosto de 2020 | 5      | | No cruzamento de Praha Blvd e Georgi Sofiyski St                                        |
| Bulgaria (България)                                   |        | 26 de Agosto de 2020 | 7      | | No cruzamento de Bulgaria Blvd e Akad. I. E. Geshov Blvd                                |
| Krasno Selo (Красно Село)                             |        | 26 de Agosto de 2020 | 4      | | No cruzamento de Tsar Boris III Blvd e Zhitnitsa St                                     |
| Ovcha Kupel (Овча купел)                              |        | 24 de Abril de 2021  | 5      | | Servindo o conjunto habitacional de Ovcha Kupel                                         |
| Moesia (Мизия)                                        |        | 24 de Abril de 2021  | 6      | | Servindo o conjunto habitacional de Ovcha Kupel                                         |
| Ovcha Kupel II (Овча купел II)                        |        | 24 de Abril de 2021  | 2      | | Servindo o conjunto habitacional de Ovcha Kupel II                                      |
| Gorna Banya (Горна баня)                              |        | 24 de Abril de 2021  | 4      | Serviço de parque e passeio Serviços ferroviários da Bulgarian State Railways (BDZ) na estação ferroviária de Gorna Banya | Servindo ao conjunto habitacional de Gorna Banya                                        |

#### Ramal M6 para Slatina
| Estação                                 | Imagem | Em serviço desde | Notas                                                                   |
| --------------------------------------- | ------ | ---------------- | ----------------------------------------------------------------------- |
| Voenna Akademiya (Военна академия)      |        | planned          | Atenderá os conjuntos habitacionais de Poduyane e Yavorov               |
| Geo Milev (Гео Милев)                   |        | planned          | Atenderá os conjuntos habitacionais de Geo Milev e Reduta               |
| Slatina (Слатина)                       |        | planned          | Atenderá os conjuntos habitacionais de Slatina e Hristo Smirnenski      |
| Asen Yordanov (Асен Йорданов)           |        | planned          | Atenderá a área próxima ao centro esportivo "CSKA Cherveno Zname"       |
| Armeets Arena (Арена Армеец)            |        | planned          | Atenderá a Armeets Arena e ao Sofia Tech Park                           |
| Poligona – The Mall (Полигона – Дъ Мол) |        | planned          | Atenderá a área próxima ao The Mall e ao conjunto habitacional Poligona |

## Tarifas e passagens
O preço de um bilhete simples é de 1,60 levs, equivalente a cerca €0,82 ou R$4,37 (em junho de 2022). Pode ser emitido por um caixa ou por uma máquina de venda automática. Quando obtido, o bilhete único deve ser validado em 30 minutos em um validador. O cartão RFID pré-pago (MIFARE Classic) também pode ser comprado a um preço de 2 levs (aproximadamente €1,02 ou R$5,46), com um mínimo de 10 viagens pré-pagas (a um preço de 12 levs para 10 viagens pré-pagas, o equivalente a aproximadamente €6,13 ou R$32,77). Cartões diários e mensais também estão disponíveis.

## Material rodante
O sistema utiliza 3 tipos de material rodante. Os trens mais antigos, do tipo Metrovagonmash 81-717/81-714, foram fabricados pela Metrowagonmash em Mytishchi, Oblast de Moscou, Rússia, e consistem em 48 vagões no total. Eles foram entregues em 1990 – cerca de 8 anos antes da abertura da primeira seção da rede. Em 2020, os primeiros conjuntos de trens desse tipo foram reformados.
A segunda geração de material circulante, tipo 81-740/741 "Rusich", também foi fabricada pela Metrowagonmash e entregues entre 2005 e 2013, composta por 120 vagões no total.

A terceira geração, um conjuntos de três carros Siemens Inspiro 30, foi entregue entre 2016 e 2021, atendendo exclusivamente à linha M3.

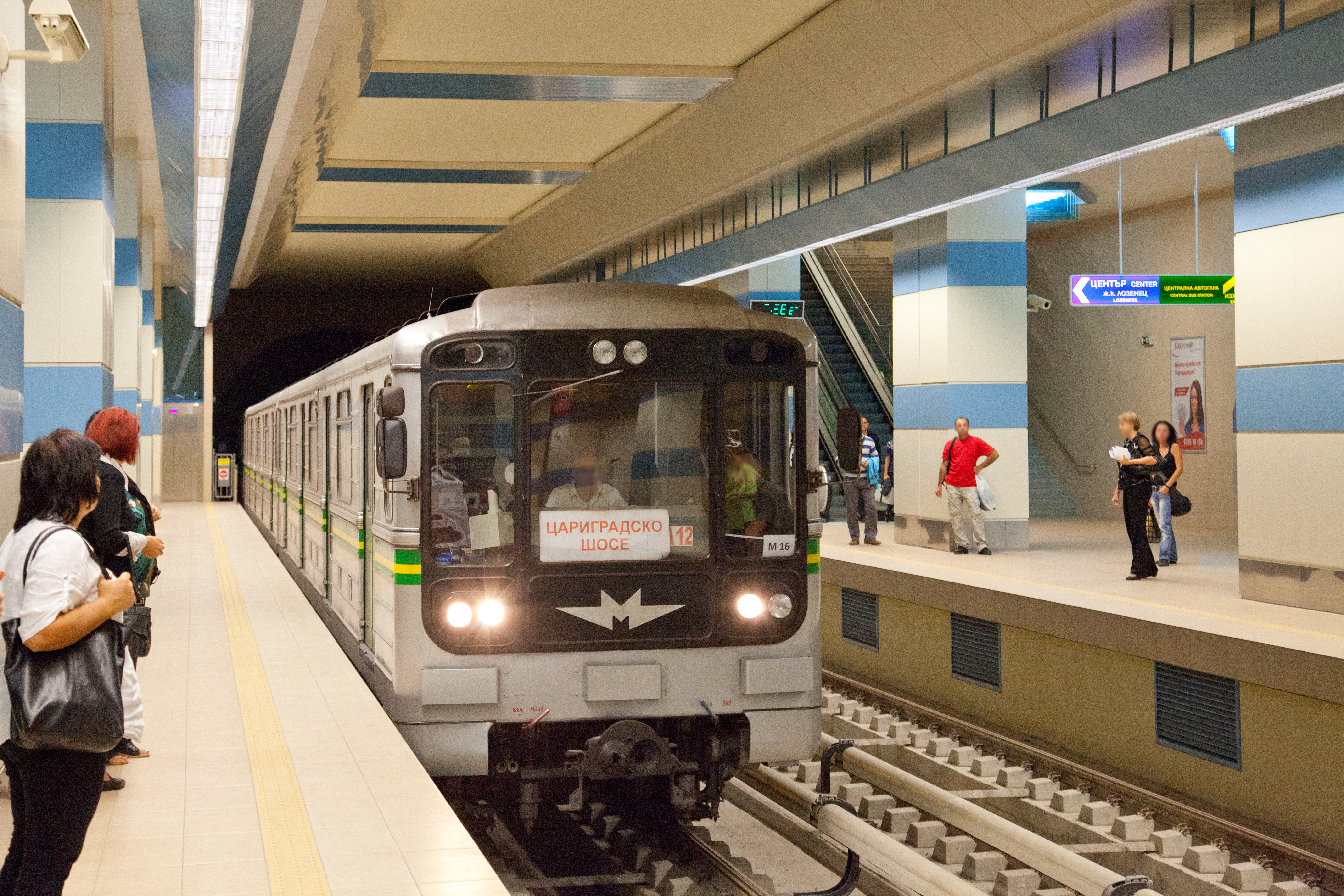
Trem 81-717/714
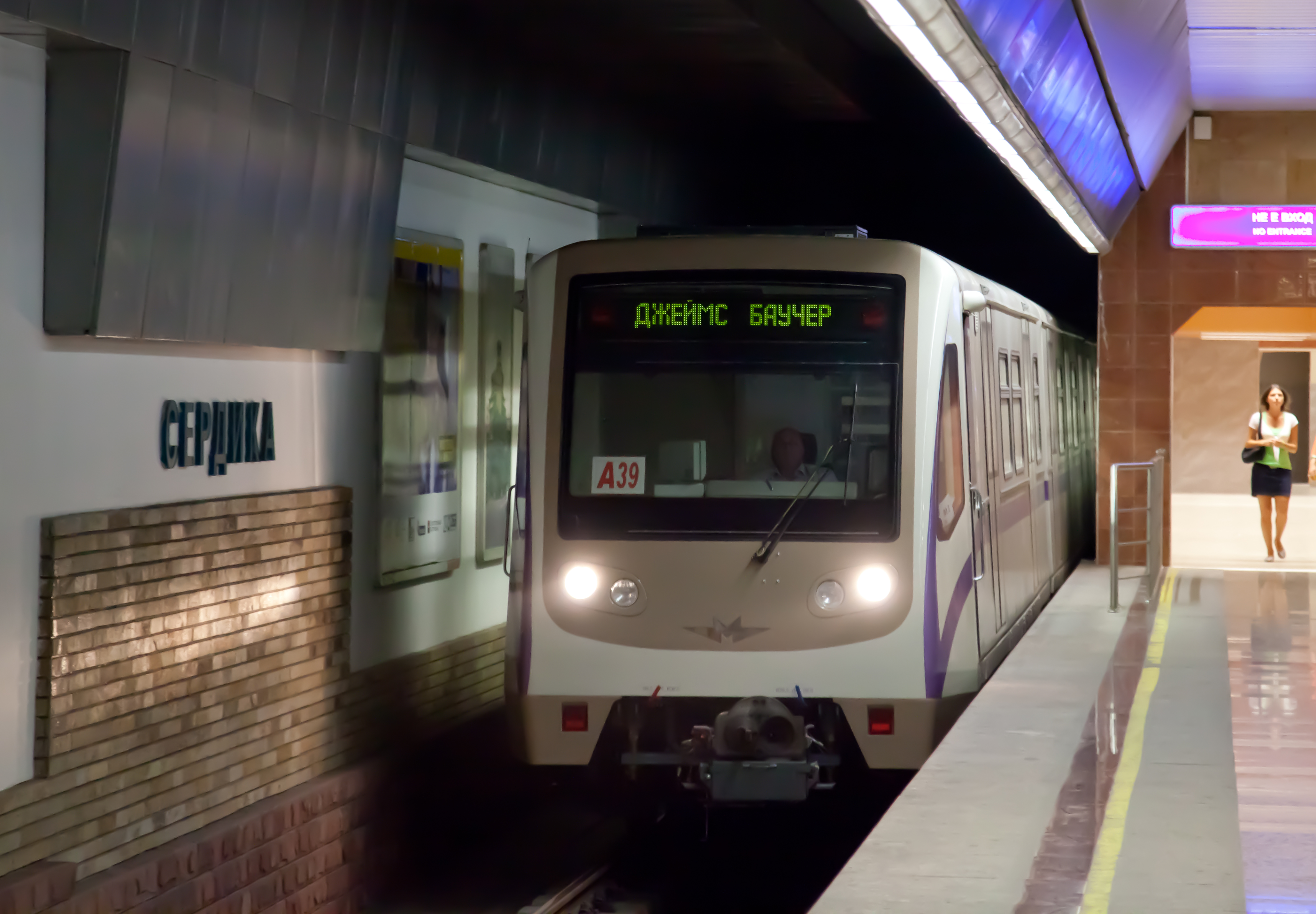
Modelo 81-740/741 "Rusich" na Estação Serdika
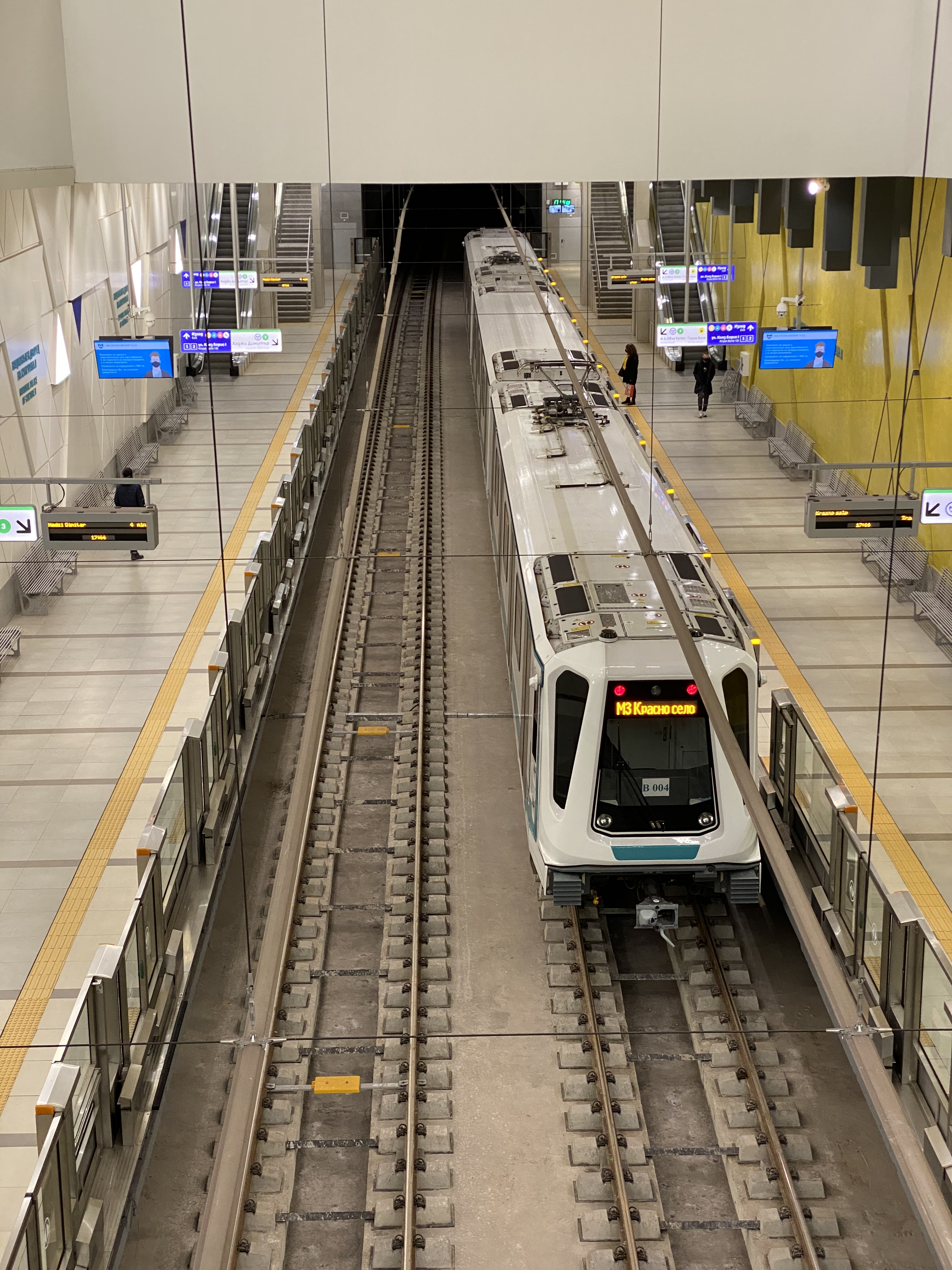
Trem Siemens Inspiro na Estação NDK II, linha M3

## Passageiros
| Ano  | Passageiros/dia     | Alteração  | Estações  |
| ---- | ------------------- | ---------- | --------- |
| 1998 | 10,000              | 15 !       | Inicial 5 |
| 1999 | 40,000              | 11 !       | 6         |
| 2000 | 70,000              | 70.0       | 7         |
| 2001 | 80,000              | 12 !       | 7         |
| 2002 | 90,000              | 28.6       | 7         |
| 2003 | 80,000              | 11.1       | 8         |
| 2004 | 75,000              | 02 !       | 8         |
| 2005 | 70,000              | 12.5       | 8         |
| 2006 | 80,000              | 03 !       | 8         |
| 2007 | 90,000              | 28.6       | 8         |
| 2008 | 76,000              | 15.6       | 8         |
| 2009 | 201,000             | 264.5      | 14        |
| 2010 | 187,000             | 7.0        | 14        |
| 2011 | 190,000             | 1.6        | 14        |
| 2012 | 350,000             | 84.2       | 27        |
| 2013 | 280,000             | 20.0       | 27        |
| 2014 | 320,000             | 14.3       | 27        |
| 2015 | 335,000             | 4.7        | 34        |
| 2016 | 350,000(estimativa) | 4.5        | 35        |
| 2017 | 350,000             | inalterado | 35        |
| 2018 | 350,000             | inalterado | 35        |
| 2019 | 350,000             | inalterado | 35        |
| 2020 | 200,000 (estimado)  | 75.0       | 43        |
| 2021 | 200,000 (estimado)  | 75.0       | 47        |
| 2022 | 340,000             | 70.0       | 47        |